# Єлена-Єль
Єле́на-Єль (рос. Елена-Ель) — річка в Республіці Комі, Росія, ліва притока річки Когель, правої притоки річки Ілич, правої притоки річки Печора. Протікає територією Троїцько-Печорського району та Вуктильського міського округу.
Річка протікає на захід, південний захід та північний захід. Верхня течія знаходиться на території Троїцько-Печорського району.